# Badia rugosa
Badia rugosa är en spindelart som beskrevs av Carl Friedrich Roewer 1961. 
Badia rugosa ingår som enda art i släktet Badia och familjen Palpimanidae. Artens utbredningsområde är Senegal. Inga underarter finns listade.